# Ludwig von Falkenhausen
Ludwig Alexander Friedrich August Philipp Freiherr von Falkenhausen (13 de septiembre de 1844 - 4 de mayo de 1936) fue un Generaloberst alemán notable por sus actividades durante la I Guerra Mundial.

## Biografía

### Primeros años
Falkenhausen nació en Guben. Sus padres eran el Teniente General D. Alexander von Falkenhausen (1821-1889) y su esposa Catherine née Rouanet (1825-1907). Falkenhausen primero atendió a una escuela privada en Berlín y después, a partir de mayo de 1856, fue cadete en Potsdam. En 1859 se trasladó a la principal academia militar en Berlín. En mayo de 1862 fue asignado al 1.º Regimiento de Infantería de Guardias. Posteriormente, fue adjunto al Regimiento de Infantería de Guardas en la Reserva. También tomó parte en la campaña de 1866 con el ejército principal. Entre octubre de 1868 y mayo de 1869, sirvió como adjunto regimental de los Guardias de Campo de Artillería.
En la guerra franco-prusiana (1870-71) participó en las batallas de Gravelotte-St.Privat, Beaumont y Sedán y en el sitio de París. Al final de 1870, fue librado de su posición como adjunto regimental y a partir de julio de 1871 sirvió como adjunto de la 28.ª División en Karlsruhe.
En los siguientes años, fue transferido varias veces: del 40.º Fusileros al Estado Mayor General, después al Estado Mayor de la 16.ª División en Trier y al Estado Mayor del VIII Cuerpo de Ejército (Koblenza). En 1885 fue transferido como comandante del Primer Batallón (Colonia) en el 65.º Infantería.
En marzo de 1887 Falkenhausen era Jefe de Estado Mayor del Cuerpo de Guardias (Berlín). En junio de 1890 comandaba el Regimiento N.º 4 Reina Augusta de Guardia-Granaderos (Koblenza). 2 años más tarde lideraba la 29.ª Brigada de Infantería (Colonia) y en 1893 era jefe de intendencia de la jefatura del Estado Mayor del Ejército. Entre 1893 y 1895, también fue miembro de la Comisión de Estudio de la Academia Militar.
Después de trabajar en el Departamento de Guerra, en enero de 1895 pasó a ser director del Departamento General de Guerra en el Ministerio de Guerra. En febrero de 1895 fue elegido representante en el Bundesrat. En enero de 1897 se convirtió en comandante de la 2.ª División de Infantería de Guardias (Berlín) y en 1899 comandante general del XIII Cuerpo (Wurtemberg). En marzo de 1902 se retiró, aunque se mantuvo ocupado con estudios de ciencia militar.

### Primera Guerra Mundial

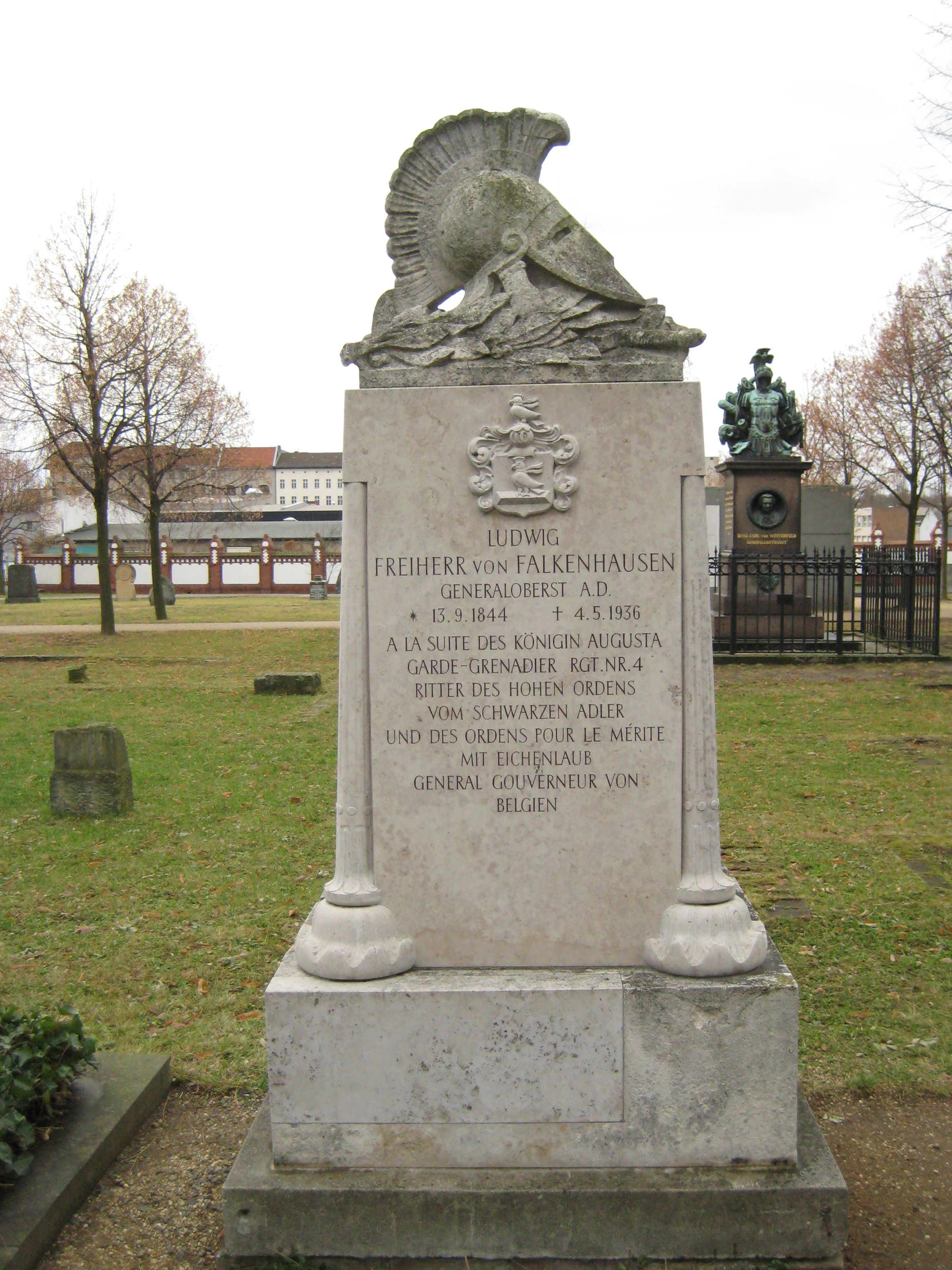
Tumba en el Invalidenfriedhof, Berlín.

Tras la movilización en agosto de 1917, Falkenhausen se convirtió en comandante general del Cuerpo Ersatz del 6.º Ejército. Como comandante del Armee-Abteilung Falkenhausen comandó las tropas alemanas durante las batallas de 1914/15 de ataque en Delmer y en la guerra de trincheras en Lorena (1915-1916).
Tuvo bastante éxito durante la primera mitad de la I Guerra Mundial y se le concedió la Pour le Mérite el 23 de agosto de 1915, con hojas de roble seguidamente el 15 de abril de 1916.
Después de haber comandado las defensas costeras cerca de Hamburgo (abril-septiembre de 1916), el 28 de septiembre de 1916 a Falkenhausen le fue dado el mando del 6.º Ejército en la Batalla de Arras en abril de 1917. Fracasó en el despliegue correcto del nuevo concepto desarrollado de defensa en profundidad para enfrentarse a las nuevas tácticas de los británicos y sus dominios y fue retirado del comandamiento de campo por el General Erich Ludendorff.
Desde entonces, sucedió a Moritz von Bissing y sirvió como gobernador-general de la Gobernación General de Bélgica durante la ocupación alemana, de mayo de 1917 hasta 1918. A principios de 1918, The Times publicó un artículo —titulado Reinado del terror de Falkenhausen— describiendo 170 ejecuciones militares de civiles belgas que habían tenido lugar desde que había sido seleccionado como gobernador. Murió en Görlitz.
Durante la Segunda Guerra Mundial, su sobrino Alexander von Falkenhausen sirvió como gobernador militar de Bélgica (22 de mayo de 1940 - 15 de julio de 1944).

## Condecoraciones
- Caballero de la Orden del Águila Negra
- Pour le Mérite con Hojas de Roble